# Мичо Димитров
Вижте пояснителната страница за други личности с името Мичо Димитров.
Мичо Стефанов Димитров е изтъкнат български цигулар и музикален педагог.

## Биография
Роден в Пловдив на 20 май 1956 г. в семейството на Стефан Мичев Димитров и Екатерина Христева Димитрова. Макар че не са професионални музиканти, родителите му имат специално отношение към изкуството, откъдето идва и любовта на сина им към музиката. Бащата Стефан Димитров свири на цигулка и виола в оркестъра на Първа мъжка гимназия в Пловдив, участва като хорист в различни хорови формации, а като член на самодеен танцов състав участва в турнета в СССР и Световния младежки фестивал във Варшава, 1955 г.

### Образование

#### В България
През 1962 г. на 6-годишна възраст започва да учи цигулка в Школата на читалище „Иван Вазов“ в Пловдив при Спиридон Колев – любител музикант, а впоследствие при Росица Диамандиева.
През 1963 г. продължава обучението си в Детската музикална школа към Пловдивското музикално училище при цигулковия педагог Тодор Кацаров, по което време печели първия си международен конкурс – „Ярослав Коциян“, Усти над Орлице, Чехословакия, 1967 г.
От 1967 г., когато Т. Кацаров заминава за Куба, продължава обучението си в Пловдивското музикално училище при известната цигулкова педагожка Татяна Кръстева.
През 1974 г. завършва Пловдивското музикално училище. Същата година още като ученик става лауреат на три награди в рамките на един месец – Първа награда и Голямата награда на конкурса "Светослав Обретенов” в Провадия, два златни медала (по цигулка и по камерна музика) на Републиканския фестивал в София и Извънредна награда на Прегледа на училищата по изкуствата във Варна. Въз основа на тези отличия завършва преждевременно Музикалното училище и 18-годишен е приет веднага, без конкурсен изпит, в Българската държавна музикална академия в София, в класа по цигулка на проф. Боян Лечев и в класа по камерна музика на проф. Владимир Аврамов, при които в периода 1978 – 1980 г. завършва и майсторския клас.

#### В чужбина
Показаните високи резултати и завоювани награди от участията му в международните конкурси „Чайковски“ – 1978 г. и „Крайслер“ – 1979 г. са забелязани от световноизвестния цигулков педагог проф. Ифра Нийман. Вследствие на това и спечелената Британска стипендия в периода 1980 – 1983 г. Мичо Димитров специализира при проф. Ифра Нийман във Висшето училище за музика и драма „Гилдхол“ в Лондон, което завършва с най-високото отличие „Concert Recital Diploma – Premier Prix“ и наградата на фондацията "Майра Хес” (Myra Hess Trust Prize).

## Кариера

### Професионално развитие
През 1983 г., по покана на диригента Добрин Петков, поема поста концертмайстор на Пловдивската филхармония, където свири до 1988 г.
От 1988 г. живее и работи в Холандия. Там става водач на камерния ансамбъл „Ардис“, с който концертира в страната и прави записи за Холандското радио. През същата година става и концертмайстор на Радио-симфоничния оркестър в Хилверсум, Холандия.
От 1989 г. до 2013 г. е концертмайстор на големия Радио-филхармоничен оркестър на Холандското радио в Хилверсум, Холандия.
От 2017 г. е концертмайстор на Държавна опера – Пловдив.
Участвал е като член на жури в конкурсите:
- 2009 г. – Международен конкурс „Млади виртуози“[2] – София;
- 2010 г. – Национален конкурс за пианисти и цигулари „Панчо Владигеров“[3] – Шумен;
- 2016 г. – Национален конкурс – Белград, Сърбия;
- 2018 г., 2019 г. – Международен конкурс за цигулари "Недялка Симеонова“, Хасково.

### Преподавателска дейност
В периода 1982 – 1983 г., веднага след специализацията си във Великобритания, преподава цигулка и камерна музика в „Ричмънд Колидж“.
От 1983 г. е хоноруван, а от 1984 г. до 1988 г. щатен преподавател в Академията за музикално, танцово и изобразително изкуство (АМТИИ „Проф. Асен Диамандиев“) – Пловдив.
В периода 2010 г. – 2012 г. преподава цигулка в Университета по изкуствата „Фолкванг“ в Есен, Германия, по покана на известния български цигулар проф. Минчо Минчев.
От 2017 г. е преподавател по цигулка в АМТИИ „Проф. Асен Диамандиев“ – Пловдив.
Педагогическата му дейност в периода 1998 – 2019 г. включва над 30 майсторски класа в Пловдив, Бургас, Кърджали, Варна, София, Оряховица, Разлог и в Белград, Сърбия.

## Концертни изяви и участия
На 16 май 1969 г. на 13-годишна възраст изнася първия си солов рецитал в зала „Култура“ в Пловдив. Същата година свири като солист на Пловдивската филхармония под диригентството на Иван Ангелов.
В периода 1980 – 1982 г. активно концертира във Великобритания – в Оксфорд, Кеймбридж, Ричмънд и Лондон.
В периода 1983 – 1988 г. като концертмайстор и солист на Пловдивската филхармония участва в турнета в Испания, Франция, ФРГ, СССР и Чехословакия. В същия период изнася множество рецитали съвместно с пианистката Виолета Попова в Унгария, Сърбия, Германия, Румъния, Полша, СССР (Армения, Украйна, Чечня, Дагестан), Чехословакия, Франция, Испания, Куба, Австрия, Швейцария и др.
През 1989 г. е гост-концертмайстор на Операта в Лион, Франция, по лична покана на диригента Кент Нагано.
През 1999 г. участва като солист и камерен изпълнител в Европейския месец на културата, Пловдив.
Като концертмайстор на Радио-филхармоничния оркестър на Холандското радио през 1991 г., 1995 г. и 2002 г. участва в турнета в Германия, Швейцария, Австрия и Франция под диригентството на Едо де Ваарт (Edo de Waart), а през 2008 г. – 2010 г. в Белгия, Франция, Англия, Германия и Австрия под диригентството на Яп ван Зведен.
През 2015 г. е гост-концертмайстор на „Радио оркестър Саарбрюкен Кайзерслаутерн“, Саарбрюкен, Германия.
През 2019 г. е концертмайстор на сборен пловдивски филхармоничен оркестър, с който участва в успешно турне в Китай. Концертира в залите на „Музикферайн“ във Виена, „Концертхаус“ в Берлин, „Плейел“ в Париж, „Тонхале“ в Цюрих.
Като солист и камерен изпълнител участва в:
- 2009 – „BBC Proms 2009“ в „Роял Албърт Хол“, Лондон, Великобритания;
- 2011 – „Сън Фестивал“, Сингапур;
- 1984 – 2011 – седем участия в Международния музикален фестивал „Варненско Лято“;
- 1987 – 2019 – шест участия в Международния фестивал на камерната музика[9] в Пловдив, в рамките на който през 2016 г. отбелязва своята 60-годишнина[10] със самостоятелна юбилейна изложба и рецитал, съвместно с пианистката Виолета Попова, а през 2019 г. отбелязва с концерт и изложба 50 години сценична дейност.[11]

Гастролира като солист с всички големи български оркестри, а също и с камерния ансамбъл „Софийски солисти“, Филхармонията в Кошице, Словакия, Националния симфоничен оркестър на Хавана, Куба, Симфоничния оркестър в Рощок, Германия, във „Фестшпилхаус“, Залцбург, Австрия, Международен фестивал в Братислава, Чехословакия и др.

## Награди
- 1967 г. – на 10-годишна възраст печели Първа и Извънредна награда за най-добър чуждестранен изпълнител на Международния конкурс „Ярослав Коциян“, Усти над Орлице, Чехословакия
- 1978 г. – Финалист и носител на Почетен диплом на VI Международен конкурс „Чайковски“, Москва, СССР
- 1979 г. – Специална награда на Първия международен конкурс „Крайслер“, Виена, Австрия
- 1982 г. – Награда на фондация „Майра Хес“ (Myra Hess Trust Prize), Лондон, Великобритания
- 1982 г. – Мемориална награда „Алфред Гибсън“ (Alfred Gibson Memorial Prize), Лондон, Великобритания
- 1985 г. – „Младежка лира“ като концертмайстор на Пловдивската филхармония
- 2012 г. – „Златна значка“ за заслуги към Международния музикален фестивал „Варненско Лято“
- 2013 г. – „Музикант на годината“[12] в предаването „Алегро виваче“ на Българското национално радио
- 2019 г. – „Златна лира“[13] на Съюза на българските музикални и танцови дейци[14]

## Други дейности
От 2012 г. започва да рисува. Има над 1200 картини и графики, 13 самостоятелни и 5 общи изложби в България, Холандия и Франция.
На 10 септември 2019 г. открива 14-ата самостоятелна изложба в галерия „Вия Артис“ в Пловдив.